# Campionato europeo femminile di pallamano 1998
Il campionato europeo femminile di pallamano 1998 è stata la terza edizione del massimo torneo di pallamano per squadre nazionali femminili, organizzato dalla European Handball Federation (EHF). Il torneo si è disputato dall'11 al 20 dicembre 1998 nei Paesi Bassi in due impianti. Vi hanno preso parte dodici rappresentative nazionali. Il torneo è stato vinto per la prima volta dalla Norvegia, che in finale ha sconfitto la Danimarca.

## Formato
Le dodici nazionali partecipanti sono state suddivise in due gironi da sei squadre ciascuno. Le prime due classificate accedono alla fase a eliminazione diretta, mentre le restanti partecipano alle finali per i piazzamenti. Le prime quattro classificate sono qualificate al campionato mondiale 1999. La prima classificata è qualificata al torneo femminile dei Giochi della XXVII Olimpiade.

## Impianti
Il torneo è stato disputato in due sedi nei Paesi Bassi.

## Qualificazioni
Le qualificazioni al campionato europeo si sono sviluppate su due fasi e vi hanno preso parte 25 squadre nazionali, eccetto i Paesi Bassi ammessi direttamente alla fase finale in qualità di Paese ospitante e la Danimarca ammessa in qualità di detentrice del titolo. Alla prima fase hanno preso parte 8 squadre nazionali, che sono state divise in tre gironi. Le tre squadre prime classificate venivano ammesse alla seconda fase. Le 20 squadre partecipanti alla seconda fase erano state divise in cinque gironi da quattro squadre ciascuno. Le prime due classificate venivano ammesse alla fase finale.

## Squadre partecipanti
| Pr. | Squadra     | Qualificata come                         | Precedenti partecipazioni |
| --- | ----------- | ---------------------------------------- | ------------------------- |
| 1   | Paesi Bassi | Nazione organizzatrice della fase finale | 0                         |
| 2   | Danimarca   | Detentrice del titolo                    | 2 (1994, 1996)            |
| 3   | Austria     | Vincente girone 1 di qualificazione      | 2 (1994, 1996)            |
| 4   | Ungheria    | Vincente girone 2 di qualificazione      | 2 (1994, 1996)            |
| 5   | Norvegia    | Vincente girone 3 di qualificazione      | 2 (1994, 1996)            |
| 6   | Polonia     | Vincente girone 4 di qualificazione      | 1 (1996)                  |
| 7   | Ucraina     | Vincente girone 5 di qualificazione      | 2 (1994, 1996)            |
| 8   | Russia      | Seconda girone 1 di qualificazione       | 2 (1994, 1996)            |
| 9   | Germania    | Seconda girone 2 di qualificazione       | 2 (1994, 1996)            |
| 10  | Spagna      | Seconda girone 3 di qualificazione       | 0                         |
| 11  | Romania     | Seconda girone 4 di qualificazione       | 2 (1994, 1996)            |
| 12  | Macedonia   | Seconda girone 5 di qualificazione       | 0                         |

## Turno preliminare

### Girone A

#### Classifica finale
| Pos. | Squadra     | Pt | G | V | N | P | GF  | GS  | DR  |
| ---- | ----------- | -- | - | - | - | - | --- | --- | --- |
| 1.   | Austria     | 8  | 5 | 4 | 0 | 1 | 134 | 118 | +16 |
| 2.   | Ungheria    | 8  | 5 | 4 | 0 | 1 | 131 | 109 | +22 |
| 3.   | Germania    | 8  | 5 | 4 | 0 | 1 | 117 | 119 | -2  |
| 4.   | Ucraina     | 4  | 5 | 2 | 0 | 3 | 128 | 127 | +1  |
| 5.   | Paesi Bassi | 2  | 5 | 1 | 0 | 4 | 107 | 121 | -14 |
| 6.   | Romania     | 0  | 5 | 0 | 0 | 5 | 120 | 143 | -23 |

#### Risultati
| Amsterdam 11 dicembre 1998, ore 16:00 CET | Ungheria | 28 – 24 (14-11) referto | Romania |  |

| Amsterdam 11 dicembre 1998, ore 18:00 CET | Austria | 24 – 25 (15-13) referto | Germania |  |

| Amsterdam 11 dicembre 1998, ore 20:15 CET | Ucraina | 23 – 16 (11-9) referto | Paesi Bassi |  |

| Amsterdam 13 dicembre 1998, ore 15:00 CET | Paesi Bassi | 19 – 28 (5-12) referto | Ungheria |  |

| Amsterdam 13 dicembre 1998, ore 17:00 CET | Romania | 24 – 26 (13-13) referto | Austria |  |

| Amsterdam 13 dicembre 1998, ore 19:00 CET | Germania | 28 – 27 (18-14) referto | Ucraina |  |

| Amsterdam 14 dicembre 1998, ore 15:30 CET | Ungheria | 21 – 26 (10-11) referto | Austria |  |

| Amsterdam 14 dicembre 1998, ore 17:30 CET | Paesi Bassi | 18 – 19 (8-11) referto | Germania |  |

| Amsterdam 14 dicembre 1998, ore 19:30 CET | Ucraina | 32 – 24 (16-12) referto | Romania |  |

| Amsterdam 16 dicembre 1998, ore 16:00 CET | Austria | 30 – 24 (17-14) referto | Ucraina |  |

| Amsterdam 16 dicembre 1998, ore 18:00 CET | Romania | 23 – 30 (9-12) referto | Paesi Bassi |  |

| Amsterdam 16 dicembre 1998, ore 20:00 CET | Ungheria | 25 – 18 (13-10) referto | Germania |  |

| Amsterdam 17 dicembre 1998, ore 16:00 CET | Ucraina | 22 – 29 (11-17) referto | Ungheria |  |

| Amsterdam 17 dicembre 1998, ore 18:00 CET | Germania | 27 – 25 (16-12) referto | Romania |  |

| Amsterdam 17 dicembre 1998, ore 20:00 CET | Austria | 28 – 24 (13-9) referto | Paesi Bassi |  |

### Girone B

#### Classifica finale
| Pos. | Squadra   | Pt | G | V | N | P | GF  | GS  | DR  |
| ---- | --------- | -- | - | - | - | - | --- | --- | --- |
| 1.   | Norvegia  | 10 | 5 | 5 | 0 | 0 | 137 | 102 | +35 |
| 2.   | Danimarca | 8  | 5 | 4 | 0 | 1 | 138 | 115 | +23 |
| 3.   | Polonia   | 6  | 5 | 3 | 0 | 2 | 112 | 110 | +2  |
| 4.   | Macedonia | 4  | 5 | 2 | 0 | 3 | 111 | 136 | -25 |
| 5.   | Russia    | 1  | 5 | 0 | 1 | 4 | 112 | 128 | -16 |
| 6.   | Spagna    | 1  | 5 | 0 | 1 | 4 | 107 | 126 | -19 |

#### Risultati
| 's-Hertogenbosch 11 dicembre 1998, ore 16:00 CET | Polonia | 20 – 15 (9-8) referto | Spagna |  |

| 's-Hertogenbosch 11 dicembre 1998, ore 18:00 CET | Danimarca | 37 – 21 (19-10) referto | Macedonia |  |

| 's-Hertogenbosch 11 dicembre 1998, ore 20:00 CET | Norvegia | 25 – 20 (9-10) referto | Russia |  |

| 's-Hertogenbosch 12 dicembre 1998, ore 16:00 CET | Russia | 21 – 25 (9-14) referto | Polonia |  |

| 's-Hertogenbosch 12 dicembre 1998, ore 18:00 CET | Spagna | 23 – 26 (10-13) referto | Danimarca |  |

| 's-Hertogenbosch 12 dicembre 1998, ore 20:00 CET | Macedonia | 23 – 27 (12-13) referto | Norvegia |  |

| 's-Hertogenbosch 14 dicembre 1998, ore 16:00 CET | Macedonia | 27 – 22 (13-10) referto | Spagna |  |

| 's-Hertogenbosch 14 dicembre 1998, ore 18:00 CET | Norvegia | 30 – 19 (14-8) referto | Polonia |  |

| 's-Hertogenbosch 14 dicembre 1998, ore 20:00 CET | Danimarca | 27 – 22 (14-10) referto | Russia |  |

| 's-Hertogenbosch 16 dicembre 1998, ore 16:00 CET | Russia | 23 – 25 (14-11) referto | Macedonia |  |

| 's-Hertogenbosch 16 dicembre 1998, ore 18:00 CET | Norvegia | 27 – 21 (13-14) referto | Spagna |  |

| 's-Hertogenbosch 16 dicembre 1998, ore 20:00 CET | Polonia | 21 – 29 (9-15) referto | Danimarca |  |

| 's-Hertogenbosch 17 dicembre 1998, ore 16:00 CET | Spagna | 26 – 26 (12-12) referto | Russia |  |

| 's-Hertogenbosch 17 dicembre 1998, ore 18:00 CET | Polonia | 27 – 15 (13-8) referto | Macedonia |  |

| 's-Hertogenbosch 17 dicembre 1998, ore 20:00 CET | Danimarca | 19 – 28 (8-12) referto | Norvegia |  |

## Fase a eliminazione diretta

### Tabellone
|  | Semifinali | Semifinali | Semifinali |           |          | Finale          | Finale          | Finale          |  |
|  |            |            |            |           |          |                 |                 |                 |  |
|  | Norvegia   | Norvegia   | 28         |           |          |                 |                 |                 |  |
|  | Norvegia   | Norvegia   | 28         |           |          |                 |                 |                 |  |
|  | Ungheria   | Ungheria   | 14         |           |          |                 |                 |                 |  |
|  | Ungheria   | Ungheria   | 14         |           | Norvegia | Norvegia        | 24              |                 |  |
|  |            |            |            |           | Norvegia | Norvegia        | 24              |                 |  |
|  |            |            | Danimarca  | Danimarca | 16       |                 |                 |                 |  |
|  | Danimarca  | Danimarca  | Danimarca  | Danimarca | 16       | 35              |                 |                 |  |
|  | Danimarca  | Danimarca  |            |           |          | 35              |                 |                 |  |
|  | Austria    | Austria    | 14         |           |          | Finale 3º posto | Finale 3º posto | Finale 3º posto |  |
|  | Austria    | Austria    | 14         |           |          |                 |                 |                 |  |
|  |            |            |            |           |          |                 |                 |                 |  |
|  |            |            |            |           |          | Ungheria        | Ungheria        | 30              |  |
|  |            |            |            |           |          | Ungheria        | Ungheria        | 30              |  |
|  |            |            |            |           |          | Austria         | Austria         | 24              |  |

### Semifinali
| 's-Hertogenbosch 19 dicembre 1998, ore 18:00 CET | Norvegia | 28 – 14 (13-8) referto | Ungheria | (1 500 spett.) |

| Amsterdam 19 dicembre 1998, ore 18:00 CET | Norvegia | 22 – 20 (9-22) referto | Austria | (2 700 spett.) |

### Finale 11º posto
| 's-Hertogenbosch 19 dicembre 1998, ore 13:00 CET | Romania | 28 – 25 (15-16) referto | Spagna | (200 spett.) |

### Finale 9º posto
| Amsterdam 19 dicembre 1998, ore 15:30 CET | Paesi Bassi | 19 – 32 (8-14) referto | Russia | (2 250 spett.) |

### Finale 7º posto
| 's-Hertogenbosch 19 dicembre 1998, ore 15:30 CET | Ucraina | 35 – 21 (21-14) referto | Macedonia | (400 spett.) |

### Finale 5º posto
| Amsterdam 19 dicembre 1998, ore 13:00 CET | Germania | 23 – 26 (12-12) referto | Polonia | (900 spett.) |

### Finale 3º posto
| Amsterdam 20 dicembre 1998, ore 16:30 CET | Ungheria | 30 – 24 (18-11) referto | Austria | (3 300 spett.) |

### Finale
| Amsterdam 20 dicembre 1998, ore 19:00 CET | Norvegia | 24 – 16 (13-7) referto | Danimarca | (3 300 spett.) |

## Classifica finale
| Pos.    | Nazione     |
| ------- | ----------- |
| Oro     | Norvegia    |
| Argento | Danimarca   |
| Bronzo  | Ungheria    |
| 4       | Austria     |
| 5       | Polonia     |
| 6       | Germania    |
| 7       | Ucraina     |
| 8       | Macedonia   |
| 9       | Russia      |
| 10      | Paesi Bassi |
| 11      | Romania     |
| 12      | Spagna      |

|  | Qualificata ai campionato mondiale 1999 e ai Giochi della XXVII Olimpiade |
|  | Qualificata al campionato mondiale 1999                                   |

## Statistiche

### Classifica marcatrici
Fonte:.
| Pos. | Nome                | Nazionale | Reti |
| ---- | ------------------- | --------- | ---- |
| 1    | Ausra Fridrikas     | Austria   | 67   |
| 2    | Carmen Amariei      | Romania   | 47   |
| 3    | Valentina Radulović | Macedonia | 46   |
| 4    | Ágnes Farkas        | Ungheria  | 45   |
| 5    | Natalija Derepasko  | Ucraina   | 44   |
| 6    | Kjersti Grini       | Norvegia  | 41   |
| 7    | Anna Ejsmont        | Polonia   | 37   |

## Premi individuali
Migliori 7 giocatrici del torneo.
| Ruolo            | Giocatrice       |
| ---------------- | ---------------- |
| Portiere         | Cecilie Leganger |
| Ala sinistra     | Sabina Soja      |
| Terzino sinistro | Ausra Fridrikas  |
| Centrale         | Camilla Andersen |
| Terzino destro   | Kjersti Grini    |
| Ala destra       | Janne Kolling    |
| Pivot            | Tonje Kjærgaard  |